# Surjeet Rajendran
Surjeet Rajendran (* 1983) ist ein US-amerikanischer Physiker.

## Werdegang
Rajendran studierte am Caltech mit dem Bachelor-Abschluss in Mathematik 2004 und wurde 2009 an der Stanford University in Physik promoviert. Als Post-Doktorand war er an der Johns Hopkins University und wurde 2014 Professor an der University of California, Berkeley. Seit dem 1. Juli 2019 ist er Associate Professor in Physik an der Johns Hopkins University.
Er befasst sich mit Physik jenseits des Standardmodells, sowohl theoretisch als auch über Vorschläge neuartiger Experimente unter Verwendung von Techniken aus Astrophysik, Atomphysik und Festkörperphysik.
Er schlug mit Peter W. Graham und anderen das Cosmic Axion Spin Precession Experiment (CASPEr) vor, das Axione als Kandidaten für Dunkle Materie (speziell das Axion) detektieren soll mit Hilfe von NMR und schlug mit Graham und anderen vor, Gravitationswellen mit Atominterferometrie zu detektieren.
Aufmerksamkeit fand sein Vorschlag mit David E. Kaplan (Johns Hopkins University) und Peter W. Graham zur Lösung des Hierarchieproblems des Standardmodells: Warum hat das Higgs-Boson, dass die Massenskala der fundamentalen Fermionen des Standardmodells festlegt und die Stärke der elektroschwachen Wechselwirkung, eine im Vergleich zur Planck-Skala relativ geringe Masse? Nach Rajendran und Kollegen ist dies eine Folge dynamischer Relaxation im Inflationsmodell des frühen Universums und nicht wie üblicherweise angenommen mit neuer Physik (insbesondere Supersymmetrie, Extradimensionen) oder dem Anthropischen Prinzip verbunden.
Für 2017 erhielt er den New Horizons in Physics Prize mit Asimina Arvanitaki und Peter W. Graham für die Entwicklung neuer experimenteller Überprüfungen der Physik jenseits des Standardmodells.

## Schriften (Auswahl)
Außer den in den Fußnoten zitierten Arbeiten:
- mit Peter W. Graham, David E. Kaplan: Displaced Supersymmetry, JHEP, Band 1207, 2012, 149
- mit Asimina Arvanitaki, Savas Dimopoulos, Sergei Dubovsky, Peter W. Graham, Roni Harnik: Astrophysical Probes of Unification, Phys. Rev. D, ´Band 79, 2009, S. 105011
- mit Brian Feldstein, Peter W. Graham: Luminous Dark Matter, Phys. Rev. D, Band 82, 2010, S. 075019
- mit Peter W. Graham, Roni Harnik, Prashant Saraswat: Exothermic Dark Matter, Phys. Rev. D, Band 82, 2010, S. 063512
- mit Peter W. Graham, Roni Harnik: Observing the Dimensionality of Our Parent Vacuum, Phys. Rev. D. 82, 2010, S. 063524
- mit Peter W. Graham, Bart Horn, Gonzalo Torroba: A Simple Harmonic Universe, JHEP, 1402, 2014, 029